# سیروس الهی
سیروس الهی یکی از بنیانگذاران سازمان درفش کاویانی، استاد پیشین علوم سیاسی دانشگاه ملی ایران و مشاور وزیر آموزش و پرورش در سال‌های قبل از انقلاب بود و بعد از انقلاب در دانشگاه میشیگان آمریکا تدریس می‌کرد و به تابعیت آمریکا درآمده بود. وی در اول آبان ۱۳۶۹ خورشیدی، در محل سکونت خود در پاریس به‌دست عوامل حکومت جمهوری اسلامی ایران با شش گلوله یک اسلحه مجهز به صداخفه‌کن به قتل رسید. پیکر وی از فرانسه به آمریکا منتقل و در آمریکا به خاک سپرده شد.
دادگاه رسیدگی به پرونده قتل دکتر الهی در پاریس مأموران جمهوری اسلامی را مسئول قتل وی شناخته‌است. دادگاه تجدیدنظر فدرال در شهر پاسادینا در ایالت کالیفرنیا روز چهارشنبه ۳۰ مه ۲۰۰۸ رای داد که داریوش الهی که می‌تواند دو میلیون هشتصد هزار دلار بعنوان غرامت از یک شرکت امور دفاعی آمریکا «کوب» که به ایران بدهکار است دریافت کند.